# Untermoital

Blick über den Talschluss des Untermoitals

Das Untermoital (ladinisch Val d’Antermëia, italienisch Val d’Antermoia) ist ein orographisch linkes Seitental des Gadertals in Südtirol. Es zweigt im unteren Gadertal ab und führt in südwestliche Richtung zum 1982 m hohen Würzjoch, einem Übergang ins Lüsner Tal. Es trennt dabei zwei Untergruppen der Dolomiten, die südlich gelegene Peitlerkofelgruppe und die nördlich gelegenen Lüsner Berge. Entwässert wird es durch den Untermoier Bach (Rü d’Antermëia), der in die Gader mündet. Etwa in halber Höhe bietet das Tal der Ortschaft Untermoi (Antermëia) Platz. Diese ist eine Fraktion der Gemeinde St. Martin in Thurn, zu der die gesamte rechte Talflanke und der obere Bereich des Untermoitals administrativ gehören; die untere Hälfte der linken Talseite liegt hingegen in der Gemeinde Enneberg.